# Grégoire Bouchard
Pour les articles homonymes, voir Bouchard.
Grégoire Bouchard est un scénariste et dessinateur québécois de bande dessinée, et illustrateur né le 8 juin 1965 à Montréal au Québec (Canada).
Il est l'un des pionniers de la bande dessinée québécoise de science-fiction de style réaliste des années 1990.

## Biographie
Né à Montréal en 1965, Grégoire Bouchard publie ses premières bandes dessinées dans des fanzines et des journaux étudiants, comme Krypton dont il est le cofondateur en 1985. Après un diplôme d’arts plastiques en 1986, il part étudier les arts graphiques à Orléans, en France. De retour à Montréal, il lance le mini-comic Strange Memories, ,  en 1990. Il devient ensuite l'un des contributeurs régulier au magazine Iceberg en 1993. C'est à ce moment qu'il crée le pilote de guerre retraité Bob Leclerc. Il collabore ensuite à quelques magazines tels que Jet (éditions du Lombard) et Croc où il publie quelques illustrations. Fasciné par les univers d’inspiration des années 1950, il dessine entre 1995 et 1998 l'album Planet Twist, consacré au groupe de rock surf des années 1960, « Les Jaguars ».
En 2017, il publie coup sur coup Le Cauchemar argenté et Terminus, la Terre. Dans un article qui explore la présence de la science-fiction dans la bande dessinée québécoise, Jean-Paul Eid affirme que « Grégoire Bouchard est à la bande dessinée québécoise ce que David Lynch est au cinéma ».

### Albums
- Planet Twist, Les 400 coups collection Rotor, Montréal, 2001.
Scénario, dessin et couleurs : Grégoire Bouchard -  (ISBN 2920993372)

Série Les aventures de Bob Leclerc
- 1. Vers les mondes lointains, éditions Paquet collection Discover, France, 2008.
Scénario, dessin et couleurs : Grégoire Bouchard -  (ISBN 9782888901860)
- 2. Le cauchemar argenté[5], éditions Mosquito, France, 2017.
Scénario, dessin et couleurs : Grégoire Bouchard -  (ISBN 9782352834366)
- 3. Terminus, la Terre[5], éditions Mosquito, France, 2017.
Scénario, dessin et couleurs : Grégoire Bouchard -  (ISBN 9782352834397)
- 4. Les rescapés de l'éternité[6], [7], [8], [9], [10], éditions Moelle Graphik, Québec, 2022.
Scénario, dessin et couleurs : Grégoire Bouchard -  (ISBN 9782923701721)
- 5. Opération Prince Québec[11], éditions Moelle Graphik, Québec, 2025.
Scénario, dessin et couleurs : Grégoire Bouchard -  (ISBN 9782925517016)

### Album collectif
- Cœur de glace et autres histoires de demain, Les 400 coups collection Rotor, Montréal, 2009.
Scénario et dessin : Collectif -  (ISBN 9782895403913)

### Périodiques
Magazines
- Solaris, revue québécoise de science-fiction et de fantastique, 1983 ;
- Iceberg[4], magazine BD de Montréal, 1991-1993.

Fanzines
- Krypton, BD alternative et science-fiction 1985-1986 ;
- Vestibulles, CEGEP du Vieux-Montréal, 1987 ;
- Strange memories[1], [2], [3], BD de science-fiction 1992.

## Expositions

### Individuelles
- 1994 : Les aventures de Bob Leclerc, Centre de documentation et d'animation en bande dessinée, Québec.

## Distinctions
- 2023 :  Finaliste Prix de la critique ACBD de la bande dessinée québécoise pour Les rescapés de l'éternité, éditions Moelle graphik[9], [10] ;
- 2023 :  Finaliste Prix Bédélys Québec (meilleur album publié par une maison d’édition québécoise) au gala des Bédélys pour Les rescapés de l'éternité, éditions Moelle graphik[7], [8].